# 约翰·B·古迪纳夫
约翰·班尼斯特·古迪纳夫（英語：John Bannister Goodenough，1922年7月25日—2023年6月25日），美国固体物理学家，是二次電池產業的重要學者。他也是美國德州大學奧斯汀分校的機械工程和材料科學教授。
古迪纳夫因開發出鋰離子電池，於2019年與斯坦利·惠廷厄姆和吉野彰共同獲得諾貝爾化學獎。他是獲獎時最高齡（97歲）的諾貝爾獎得主，刷新了阿瑟·亞希金（96歲）的紀錄。
约翰·古迪纳夫于2023年6月25日在德克萨斯州奥斯汀的一家辅助生活设施逝世，离他的101岁生日还差1个月左右。

## 主要成就

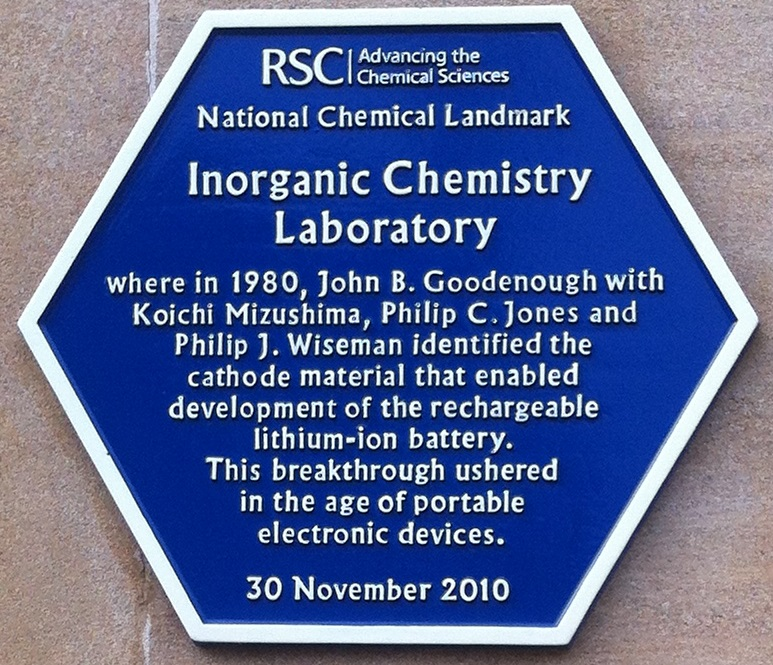
皇家化學會在牛津大學設置的藍色牌匾，紀念古迪纳夫等人在此發現锂离子电池的陰極材質鈷酸鋰（LiCoO_{2}）。

1980年，古迪纳夫在英國牛津大學招攬了日本學者水島公一等人共同發現鋰離子電池的陰極材質鈷酸鋰（LiCoO2）。
1983年，古迪纳夫、M.Thackeray等人发现锰尖晶石是优良的正极材料。锰尖晶石具有低价、稳定和优良的导电、导锂性能。其分解温度高，且氧化性远低于钴酸锂，即使出现短路、过充电，也能够避免了燃烧、爆炸的危险。雖然純錳尖晶石随充放电循環会變衰弱，但這是可以通过材料的化學改性克服的。截至2013年錳尖晶石用於商業电池。
1989年，古迪纳夫、A.Manthiram发现采用聚电解质（例如硫酸鹽）的正极将产生更高的电压，原因是聚电解质的电磁感应效应。
2014年，美国国家工程院公认古迪纳夫、西美緒、拉奇德·雅扎米和吉野彰为現代锂离子电池所做的先驱性和领先性的基础工作。
此外，他還與日本學者金森順次郎（第13代大阪大學總長）共同提出古迪纳夫-金森法則（Goodenough-Kanamori rules）。

## 專利訴訟
磷酸鋰鐵LFP正極材料的專利起源來自德州大學，真正發現者便是其奧斯丁學區的機械工程教授古迪纳夫博士。
古迪纳夫在1996年取得專利並在1997年1月生效，但是，原告方需要支付的訴訟帳單遠高於魁北克水電公司已經對外授權所取得的權利金總額，而且，古迪纳夫和德州大學也未收到任何權利金。德州大學技術商業化推展處總監（director of the university’s Office Technology Commercialization）Neil Iscoe曾在美國接受媒體訪問時說，魁北克水電公司需要付出的律師費用超過1,000萬美元，但是，他們至今收到的授權費只有100萬美元。
古迪纳夫他在接受媒體訪問時說，若他沒告訴魁北克水電公司有關Black & Decker計畫使用A123 Systems電池的事情，這些訴訟就不會發生了。他希望一切問題在他離開人世前可以妥善解決，而且，他也會把這些損害賠償費用與權利金捐給慈善單位。

## 荣誉
古迪纳夫教授是美国国家工程学院院士、美国国家科学院院士、法国科学院院士和西班牙皇家學會院士。他撰寫了550多篇文章、85本書的章節和5本書，其中包括2本開創性著作《Magnetism and the Chemical Bond》 (1963) 和《Les oxydes des metaux de transition》(1973)。古迪纳夫是一個2009年恩里科·費米獎的共同獲得者。這個總統大獎是一種美國政府最古老和最負盛名的獎励，並有一個37.5萬美元的獎金。他在2010年當選為英國皇家學會外籍會員。在2013年2月1日，古迪纳夫获得美國國家科學獎章。
- 2001年 日本國際獎
- 2009年 恩里科·費米獎
- 2011年 美国国家科学奖章
- 2014年 查尔斯·斯塔克·德雷珀奖
- 2017年 Welch Award
- 2018年 富兰克林奖章
- 2019年 科普利獎章、諾貝爾化學獎

## 主要論文
- Lightfoot, P.; Pei, S. Y.; Jorgensen, J. D.; Manthiram, A.; Tang, X. X. & J. B. Goodenough. "Excess Oxygen Defects in Layered Cuprates" （页面存档备份，存于）, Argonne National Laboratory, University of Texas-Austin, Materials Science Laboratory United States Department of Energy, National Science Foundation, (September 1990).
- Argyriou, D. N.; Mitchell, J. F.; Chmaissem, O.; Short, S.; Jorgensen, J. D. & J. B. Goodenough. "Sign Reversal of the Mn-O Bond Compressibility in La1.2Sr1.8Mn2O7 Below TC: Exchange Striction in the Ferromagnetic State" （页面存档备份，存于）, Argonne National Laboratory, University of Texas-Austin, Center for Material Science and Engineering United States Department of Energy, National Science Foundation, Welch Foundation, (March 1997).
- Goodenough, J. B.; Abruna, H. D. & M. V. Buchanan. "Basic Research Needs for Electrical Energy Storage. Report of the Basic Energy Sciences Workshop on Electrical Energy Storage, April 2-4, 2007" （页面存档备份，存于）, United States Department of Energy, (April 4, 2007).

## 延伸閱讀
- John N. Lalena; David A. Cleary. . Wiley-Intersciece. 2005: xi–xiv, 233–269. ISBN 0-471-43418-3.

## 外部連結
- Faculty Directory at University of Texas at Austin （页面存档备份，存于）
- Array of Contemporary American Physicists
- History of the lithium-ion battery, Physics Today, Sept. 2016 （页面存档备份，存于）
- YouTube上的1 hour interview with Goodenough by The Electrochemical Society, 2016